# Ormyrus tenuis
Ormyrus tenuis is een vliesvleugelig insect uit de familie Ormyridae. De wetenschappelijke naam is voor het eerst geldig gepubliceerd in 1992 door Hanson.